# La Plage (Marseille)
Pour les articles homonymes, voir Plage (homonymie).
La Plage est un quartier du 8e arrondissement de Marseille.